# Nyctemera extrema
Nyctemera extrema là một loài bướm đêm thuộc phân họ Arctiinae, họ Erebidae.